# Real (EP của IU)
Real (stylized như REAL) là mini album tiếng Hàn thứ ba của ca sĩ-nhạc sĩ và diễn viên Hàn Quốc IU. Được phát hành và phân phối bởi LOEN Entertainment vào ngày 9 tháng 12 năm 2010. Ấn bản đặc biệt của album đã được bán hết vào đợt trước khi tung ra thị trường, cho thấy sự mong đợi của mọi người đối với album lần này. IU hợp tác với một vài ca sĩ và producer hàng đầu tại Hàn Quốc như Yoon Jong-shin, Kim Hyeong-seok, Lee Min-soo, Kim Eana, Shinsadong Tiger và Choi Gap-won để làm việc cho album lần này. Sự thành công của album đã củng cố vị trí của cô như "Nation's Sweetheart" tại Hàn Quốc.

## Background và phát hành
Real bao gồm sáu bài hát và một bản hòa âm phối khí của bài hát chủ đề "Good Day" (Hangul: 좋은 날; RR: Joeun Nal). Album có hai phiên bản khác nhau, bình thường và special edition. IU đã làm việc với nhà soạn nhạc của các bài hit như "Abracadabra", "Nagging", và "Irreversible" để tạo nên album.
Album đã phản ánh hình ảnh trưởng thành của IU, như được mô tả trong tên của album. Bài hát chủ đề là "Good Day" bao gồm sự phối hợp giữa các âm thanh của vĩ cầm, nhạc cụ hơi, guitar, và dương cầm. Bài hát cũng đã phô bày giọng hát đầy nội lực của cô. Lời bài hát mô tả câu chuyện của một cô gái không có đủ can đảm để tỏ tình với người mình thích, ngọt ngào và căng thẳng của mối tình đầu.
IU cũng thử một thể loại âm nhạc mới, electronic, trong album  ("This Is Not What I Thought"). Các bài hát khác trong album bao gồm "The Night of the First Breakup" (Hangul: 첫 이별 그날 밤; RR: Cheot Ibyeol Geunal Bam), câu chuyện về những ngày hỗn loạn của một cô gái vừa mới chia tay với bạn trai của cô; "Alone in the Room" (Hangul: 혼자 있는 방; RR: Honja Itneun Bang), cho bạn cảm thấy mặt trưởng thành của IU và đầy cảm xúc của một cô gái 18 tuổi khi IU là người đồng viết lời cho bài hát; "The Thing I Do Slowly" (Hangul: 느리게 하는 일; RR: Neurige Haneun Il), một bản ballad mô tả một cô gái cố gắng quên đi tình yêu của mình sau khi tan vỡ; và "Merry Christmas in Advance" (Hangul: 미리 메리 크리스마스; RR: Miri Meri Kriseumaseu), là một lời thú nhận của IU với fan, được sáng tác bởi Shinsadong Tiger. Bài hát cũng có sự góp giọng của Thunder, anh đã là bạn với IU trước khi ra mắt, giai điệu của bài hát tình yêu được mọi người yêu thích suốt mùa  Christmas.
IU thực hiện màn comeback chính thức thông qua Music Bank của KBS vào ngày 10 tháng 12 năm 2010.
Tính đến năm 2012, album đã đạt doanh số hơn 85,000 bản.

## Danh sách đĩa nhạc
| CD/Digital download | CD/Digital download                                                                             | CD/Digital download | CD/Digital download              | CD/Digital download |
| STT                 | Nhan đề                                                                                         | Phổ lời             | Phổ nhạc                         | Thời lượng          |
| ------------------- | ----------------------------------------------------------------------------------------------- | ------------------- | -------------------------------- | ------------------- |
| 1.                  | "This Is Not What I Thought" (이게 아닌데; Ige Aninde)                                          | Kim Eana            | Kim Hyeong-seok                  | 3:07                |
| 2.                  | "The Thing I Do Slowly" (느리게 하는 일; Neurige Haneun Il)                                     | Choi Gap-won        | Peejay, Min Woong-shik           | 4:13                |
| 3.                  | "Good Day" (좋은 날; Joeun Nal)                                                                 | Kim Eana            | Lee Min-soo                      | 3:53                |
| 4.                  | "The Night of the First Breakup" (첫 이별 그날 밤; Cheot Ibyeol Geunal Bam)                     | Yoon Jong-shin      | Yoon Jong-shin                   | 4:26                |
| 5.                  | "Alone in the Room" (혼자 있는 방; Honja Itneun Bang)                                           | Choi Gap-won, IU    | Jeon Seung-woo                   | 3:58                |
| 6.                  | "Merry Christmas in Advance" (미리 메리 크리스마스; Miri Meri Keuriseumaseu, featuring Thunder) | Choi Gap-won        | Shinsadong Tiger, Choi Gyu-seong | 4:28                |
| 7.                  | "Good Day (Instrumental)"                                                                       | Kim Eana            | Lee Min-soo                      | 3:53                |
| Tổng thời lượng:    | Tổng thời lượng:                                                                                | Tổng thời lượng:    | Tổng thời lượng:                 | 26:38               |

## Bảng xếp hạng
| Bảng xếp hạng (2010)  | Vị trí xếp hạng cao nhất |
| --------------------- | ------------------------ |
| Hàn Quốc Album (Gaon) | 2                        |

| Bảng xếp hạng (2010)  | Vị trí xếp hạng cao nhất |
| --------------------- | ------------------------ |
| Hàn Quốc Album (Gaon) | 3                        |

| Bảng xếp hạng (2011)  | Vị trí xếp hạng cao nhất |
| --------------------- | ------------------------ |
| Hàn Quốc Album (Gaon) | 33                       |

## Giải thưởng và đề cử

### Lễ trao giải âm nhạc hàng năm
| Năm  | Lễ trao giải                     | Hạng mục                                   | Nhận       | Kết quả   |
| ---- | -------------------------------- | ------------------------------------------ | ---------- | --------- |
| 2010 | 5th Cyworld Digital Music Awards | Song of the Month – December               | "Good Day" | Đoạt giải |
| 2011 | 20th Seoul Music Awards          | Bonsang Award (Main Prize)                 | "Good Day" | Đoạt giải |
| 2011 | 20th Seoul Music Awards          | Record of the Year in Digital Release      | "Good Day" | Đoạt giải |
| 2011 | 3rd Melon Music Awards           | Song of the Year                           | "Good Day" | Đoạt giải |
| 2011 | 3rd Melon Music Awards           | Top 10 Artists                             | IU         | Đoạt giải |
| 2011 | 13th Mnet Asian Music Awards     | Best Female Artist                         | IU         | Đề cử     |
| 2011 | 13th Mnet Asian Music Awards     | Best Vocal Performance – Solo              | "Good Day" | Đoạt giải |
| 2012 | 9th Korean Music Awards          | Song of the Year                           | "Good Day" | Đoạt giải |
| 2012 | 9th Korean Music Awards          | Best Pop Song                              | "Good Day" | Đoạt giải |
| 2012 | 9th Korean Music Awards          | Female Musician of the Year (Netizen Vote) | IU         | Đoạt giải |

### Giải thưởng chương trình âm nhạc
| Bài hát    | Chương trình          | Ngày                 |
| ---------- | --------------------- | -------------------- |
| "Good Day" | Music Bank (KBS)      | 14 tháng 12 năm 2010 |
| "Good Day" | Music Bank (KBS)      | 31 tháng 12 năm 2010 |
| "Good Day" | Music Bank (KBS)      | 7 tháng 1 năm 2011   |
| "Good Day" | The Music Trend (SBS) | 19 tháng 12 năm 2010 |
| "Good Day" | The Music Trend (SBS) | 26 tháng 12 năm 2010 |
| "Good Day" | The Music Trend (SBS) | 2 tháng 1 năm 2011   |
| "Good Day" | M Countdown (Mnet)    | 23 tháng 12 năm 2010 |

## Lịch sử phát hành
| Khu vực  | Ngày                | Định dạng            | Edition                 | Hãng               |
| -------- | ------------------- | -------------------- | ----------------------- | ------------------ |
| Hàn Quốc | 9 tháng 12 năm 2010 | CD, digital download | Standard Edition        | LOEN Entertainment |
| Hàn Quốc | 9 tháng 12 năm 2010 | CD+DVD               | Special Limited Edition | LOEN Entertainment |
| Toàn cầu | 9 tháng 12 năm 2010 | Digital download     |                         | LOEN Entertainment |